# PISA (elevvurdering)
 For alternative betydninger, se Pisa (flertydig). (Se også artikler, som begynder med Pisa)
PISA (engelsk: Programme for International Student Assessment) er et elevvurderingsprogram til måling/undersøgelse af 15-åriges skolemæssige præstationer. PISA er udviklet af OECD i 1997.
Formålet med målingerne/undersøgelserne er at sammenligne skolebørns præstationer og kundskaber over hele verden med hensigt at bruge de opnåede resultater til at forbedre og standardisere nuværende undervisningsmetoder.
De første undersøgelser blev udført i 2000 og vil herefter blive udført hvert tredje år. Hver undersøgelsesrunde er primært afsat til et specifikt undervisningsemne; dog kan andre emner medtages, men bliver vægtet lavere end hovedemnet.

## Undersøgelser
- 2000 – 265.000 elever fra 32 lande tog del i den første undersøgelse, hvoraf 28 lande var medlem af OECD. Hovedemnet var evnen til at læse og skrive. Dette emne omfattede 2/3 af spørgsmålene.
- 2003 – 275.000 elever fra 49 lande deltog i denne undersøgelse, heraf alle 30 OECD-lande. Hovedemnet var matematik.